# ブラックバード (ビートルズの曲)
「ブラックバード」（Blackbird）は、ビートルズの楽曲である。1968年に発表された9作目のイギリス盤公式オリジナル・アルバム『ザ・ビートルズ』に収録された。レノン＝マッカートニー名義となっているが、ポール・マッカートニーによって書かれた楽曲で、演奏もマッカートニーのみとなっている。スコットランドにある農場で書かれた本作は、黒人女性の人権擁護や解放について歌われている。

## 背景・曲の構成
マッカートニーは、スコットランドにある自身の農場で「ブラックバード」を書いた。ギターの伴奏は、ヨハン・ゼバスティアン・バッハの「ブーレ ホ短調」に触発されたもので、マッカートニーは「構成的にはメロディとベースラインのハーモニックな関係が特徴となっていて、僕はそこに魅了された。バッハの曲を元にしたギターでメロディを展開させて、別のレベルに持っていった。歌詞はそれに合わせて付けてある」と振り返っている。
歌詞は、女性を「鳥」になぞらえて、「傷ついた翼のまま、夜の闇の中にある光を目指して飛んでゆく」などと描写した内容となっている。歌詞についてマッカートニーは「1960年代は公民権をめぐって様々な問題が起きていて、僕らもみな熱心に応援していた。この曲は実のところ、リトルロック高校事件で差別と隔離を受けていた黒人女性に宛てて書いた曲だ」と語っており、2016年4月30日にノース・リトル・ロックで行ったライブでも「僕らはイギリスに戻って、公民権をめぐったさまざまな問題を知ることになったんだけど、僕らにとってこの場所はとても重要な場所だ。だって僕にとってすれば、このリトル・ロックから公民権運動は始まったのだから。何が起こっているのかを知り、問題を乗り越えようとする人々に共感することになって、そうしたことが僕に曲を書かせることになったんだ。少しでも問題を乗り越えようとする人々の手助けになるかもしれないと思ってね」と語っている。
アコースティック・ギターでのツーフィンガー奏法によるアルペジオと、指弾きによるストロークとの中間的な演奏が聞け、3弦開放音（G音）が通奏的に鳴り続けているのが特徴。このアコースティック・ギターのフレーズは、2006年にシルク・ドゥ・ソレイユのショーのサウンドトラック・アルバムとして発売された『LOVE』において「イエスタデイ」のイントロとして収録されている。

## レコーディング
「ブラックバード」のレコーディングは、1968年6月11日にEMIレコーディング・スタジオのスタジオ2で、ジョージ・マーティンとジェフ・エメリックを交えて行なわれた。レコーディングは、マッカートニーがアコースティック・ギター（マーティン D-28）を弾きながら歌うという構成で行われ、セッションに参加しなかったジョン・レノンはスタジオ3で「レボリューション9」のサウンド・エフェクトの作成、ジョージ・ハリスンとリンゴ・スターはカリフォルニアに滞在していた。
マッカートニーが一通り演奏した後、マーティンが「リズムも含めて完全に演奏が止まって、そこから再び演奏が始まる」フェイクのエンディングを提案した。別のスタジオで作業をしていたレノンも、度々スタジオ2に顔を出していて、マッカートニーにアコースティック・ギターとピアノで伴奏をつけることを提案した。その後3人で、本作のアレンジについての話し合いを始めた。マッカートニーは「2番目のヴァースから入ってくる弦楽四重奏」を想像したが、マーティンは「演奏が一度止まる箇所までマッカートニーのギターとボーカルのみで通し、そこで遠くからアレンジされた音が聞こえてくる」という案を出した。なお、レノンがこの際に出したブラスバンドの案は、同じくマッカートニー作の「マザー・ネイチャーズ・サン」に流用された。
この日にレコーディングされた全32テイクの中から最後のテイクが採用され、10月13日に行われたミキシング作業時にスタジオのサウンド・ライブラリーから取り出した「クロウタドリのさえずり」をオーバー・ダビングして完成となった。

## マッカートニーによるライブでの演奏
1973年にマッカートニーは、ATVで放送された特別番組『James Paul McCartney』で、「ミッシェル」とともにアコースティックメドレーの1曲として演奏。1975年から1976年にかけて行なわれたワールドツアーで演奏されて以降、マッカートニーは、全てのライブツアーで本作を演奏している。ウイングスのライブ・アルバム『ウイングス・オーヴァー・アメリカ』、ソロ名義でのライブ・アルバム『公式海賊盤』、『バック・イン・ザ・U.S. -ライブ2002』、『バック・イン・ザ・ワールド』、『グッド・イヴニング・ニューヨーク・シティ〜ベスト・ヒッツ・ライヴ』にライブ音源が収録された。
ライブツアー以外でも、2002年6月に開催された「クイーン・エリザベス二世即位50周年記念コンサート」や、2009年に開催された「コーチェラ・フェスティバル」でも演奏された。

## 評価や文化的影響
「ブラックバード」は、同じくマッカートニー作の「ヘルター・スケルター」とともにチャールズ・マンソンによって人種戦争を予見するものと解釈された楽曲の1つだった。マンソンは本作の「You were only waiting for this moment to arise（おまえは飛び上がるこの瞬間だけを待っていた）」というフレーズを「黒人達が立ち上がり、すぐさま取りかかって事を起こすように、ビートルズが仕向けているもの」と解釈し、これがテート・ラビアンカ殺人事件におけるマンソンの動機を確立する決め手となった。
Mr.ミスターが1985年に発表した「ブロウクン・ウイングス」には、「Take these broken wings and learn to fly」という本作の歌詞に酷似したフレーズが入っているが、Mr.ミスターのメンバーであるリチャード・ペイジは「無意識による意図していない引用」としている。
2018年に『インデペンデント』誌のジェイコブ・ストルワーシーは、アルバム『ザ・ビートルズ』収録曲を対象としたランキングで、本作を5位に挙げた。本作について、ストルワーシーは「その『美しい静けさ』は、曲に影響を与えた人種間の緊張の高まりと反目している。多くの人にとって、それはマッカートニーのキャリアの典型で、彼のソロライブで傑出した存在であり続ける」と評している。

## クレジット
※出典
- ポール・マッカートニー - ダブルトラックのリード・ボーカル、アコースティック・ギター、SEテープ、足踏み

## チャート成績
| チャート (2010年)               | 最高位 |
| ------------------------------- | ------ |
| オランダ (Single Top 100)       | 91     |
| US Billboard Hot 100 Recurrents | 20     |

## 認定と売上
| 国/地域                              | 認定   | 認定/売上数 |
| ------------------------------------ | ------ | ----------- |
| イギリス (BPI)                       | Silver | 200,000     |
| United States デジタル配信による売上 |        | 506,630     |
| 認定のみに基づく売上数と再生回数     |        |             |

## カバー・バージョン
『インデペンデント』誌の音楽ジャーナリスト、ジョン・エルメスによると、「ブラックバード」は2008年12月までに最もカバーされた10曲のうちの1つとなっている。特筆するカバー・バージョンとして、以下のようなものがある。
- クロスビー、スティルス&ナッシュは、1969年に発売された1作目のオリジナル・アルバムのセッション時に本作のカバー・バージョンをレコーディングした。このカバー・バージョンは、1991年に発売されたボックス・セット『CSN』で初収録となった。2014年に発売されたライブ・アルバム『CSNY 1974』には、ライブ音源が収録された。
- サラ・マクラクランは、2001年に公開された映画『アイ・アム・サム』でサウンドトラックとして本作を歌唱し、同作のサウンドトラック・アルバムにも収録された[21]。
- ザ・ダンディ・ウォーホルズは、2003年に発売されたアルバム『モンキー・ハウスへようこそ（英語版）』のオープニング・トラックの「When Michael Jackson dies, we're coverin' 'Blackbird'（マイケル・ジャクソンが死んだら、僕らは『ブラックバード』をカバーする）」というフレーズに肖り、ジャクソンの死後、2009年7月にレコーディングし、シングルとして発売した[22]。
- サラ・ダーリング（英語版）は、2011年に発売されたアルバム『Let Us In: Nashville – A Tribute to Linda McCartney』で本作をカバーし、シングルとしても発売した[23]。
- デイヴ・グロールは、2016年の第88回アカデミー賞授賞式の「イン・メモリアム」のコーナーで演奏した[24]。
- ベティ・ラヴェット（英語版）は、2020年に発売されたアルバム『Blackbirds』でカバーした[25]。

なお、日本ではSHOW-YA（1988年、『抱きしめたい』）、BONNIE PINK（1998年、『イン・マイ・ライフ』）によってカバーされた。